# Шимога
Шимога (англ. Shimoga) или Шивамогга (англ. Shivamogga) — город в индийском штате Карнатака. Административный центр округа Шимога. Средняя высота над уровнем моря — 569 метров. По данным всеиндийской переписи 2001 года, в городе проживало 274 105 человек, из которых мужчины составляли 51 %, женщины — соответственно 49 %. Уровень грамотности взрослого населения составлял 76 % (при общеиндийском показателе 59,5 %). Уровень грамотности среди мужчин составлял 78 %, среди женщин — 70 %. 12 % населения было моложе 6 лет.